# Rantířov
Rantířov là một làng thuộc huyện Jihlava, vùng Vysočina, Cộng hòa Séc.